# 매디슨강

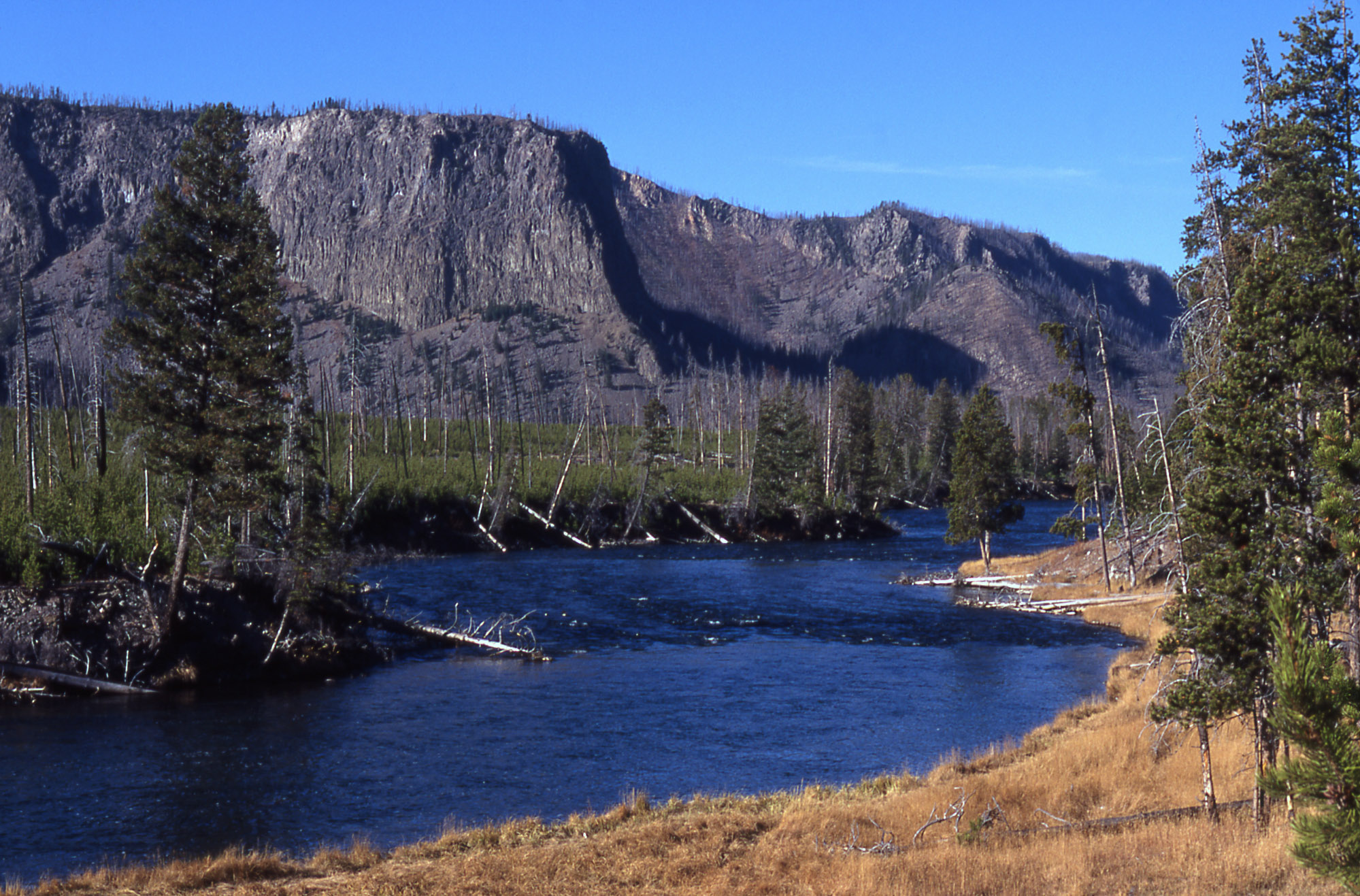

매디슨강(Madison River)은 미주리 강의 지류로 길이는 약 295 km이다. 옐로스톤 국립공원 등 와이오밍주와 몬태나주를 따라 흐르며, 제퍼슨 강, 갤러틴 강과 합류하여 미주리 강이 된다.